# Sabanilla Ocho (Granma)
Sabanilla Ocho es una localidad en la provincia de Granma, Cuba. Tiene unas 8.495 personas.